# 飯島氏
飯島氏（いいじまし）は日本の氏族。飯嶋とも。　

## 清和源氏村上氏族 飯島氏
信濃国伊那郡飯島村より起こる。本姓は源氏。家系は清和天皇第六皇子 貞純親王の王子 経基王を祖とする清和源氏で、二代 源満仲の四男 頼信を祖とする河内源氏の流れに属し、頼信の次男 頼清より起こる村上氏の流れを汲む。家紋は丸に揚羽蝶。戦国時代には武田氏に仕えるが、1582年（天正10年）の武田氏滅亡の際に当主為定も共に没落したと考えられる。

## 清和源氏満快流 飯嶋氏
前節の経基王の次男 源満快を祖とする片切氏の支流に飯嶋氏がある。満快五世孫 片切為行の次男 為綱は信濃国伊那郡飯嶋の地頭で、飯嶋を姓とした。
戦国時代の信濃飯嶋氏は武田信玄に属し、大嶋氏・片切氏・赤須氏・上穂氏とともに「春近五人衆」と呼称されている。

## 甲斐国の飯島氏
信濃国の飯島氏と同族という。

## 陸奥国の飯島氏
陸奥国耶摩郡に飯島筑後信之の名が見える。

## 常陸国の飯島氏
『新編国志』に常陸国那珂郡飯島村より起こるという。明徳2年（1391年）12月2日の熊野山参詣願文に飯島七郎光忠、宗忠の名が見える。

### 秋田藩士 飯嶋氏
また、常陸国に佐竹東家の家臣に飯嶋氏がある。慶長2年（1602年）の佐竹氏の秋田転封に際し、佐竹東家の佐竹義賢に随行した仍安が秋田郡に定住、秋田藩士 飯嶋氏として成立する。元禄12年（1699年）2月19日に飯嶋市左衛門直重筆『飯嶋氏近代分之系図』にその系譜が記されている。直重の継嗣は安島吉兵衛信次の次男で安島氏より飯嶋氏に養子入りした者である。
```
系譜 飯嶋仍安―市左衛門直重―十郎兵衛直知
```